# Télé Sahel
 (juillet 2023).
Si vous disposez d'ouvrages ou d'articles de référence ou si vous connaissez des sites web de qualité traitant du thème abordé ici, merci de compléter l'article en donnant les références utiles à sa vérifiabilité et en les liant à la section « Notes et références ».
Télé Sahel est une chaîne de télévision généraliste publique nigérienne, propriété de l'Office de radiodiffusion télévision du Niger. Fondée en 1964 comme chaine pédagogique sous le nom de Télé-Niger, elle devient une chaîne nationale généraliste, diffusant en couleur, le 6 avril 1979.

## Histoire de la chaîne
Le Niger est un des premiers pays africains au sud du Sahara à disposer d’une télévision en 1964, créée sous la forme d'une simple chaîne expérimentale de télévision scolaire, appelée Télé-Niger, diffusée dans une vingtaine d’écoles depuis un émetteur de 50 watts installé à Niamey. Cette expérience va se poursuivre en élargissant son champ d’action dans 120 écoles grâce à un émetteur Thomson de 10 kW installé en 1974 à Niamey et un second en 1976 à Dosso.
La fin des subventions françaises pour cette chaîne éducative jugée trop coûteuse amène le gouvernement nigérien à envisager en 1977 l’extension du réseau de diffusion à l'ensemble du pays en réutilisant les anciennes infrastructures de la télévision scolaire et à produire une majorité de programmes nationaux destinés à un public de masse. La coupe du monde de football de 1978 permet de tenter un essai de diffusion grand public dont le succès convainc les autorités de convertir cette chaîne en chaîne nationale qui commence ses programmes en couleur le 6 avril 1979 sous le nom de Télé Sahel avec d'abord quatre jours d'émissions par semaine.
Les émetteurs de Niamey et Dosso sont révisés pour la diffusion en couleur, tandis que de nouveaux émetteurs de 100 kW sont installés à Birni N’Konni, Maradi, Zinder et Tahoua et trois nouveaux centres d’émission de grande puissance (10 kW) à Konni, Maradi et Zinder pour augmenter la couverture télévisée du pays, qui s'achève en 1981 avec la création de cinq nouveaux centres d’émission à Diffa, Agadez, Arlit, Ingall et Gaya. Fin 1982, près de 80 % de la population était desservie par la télévision.
La chaîne renforce également ses moyens de production, s'équipe d'un studio pour le journal télévisé, de cellules de magnétoscopes BVU, d'un car de reportage vidéo léger et de caméras microcams.
En novembre 1988, Télé Sahel commence à émettre tous les jours de la semaine mais uniquement pour environ quatre heures de diffusion en soirée.

## Organisation

### Dirigeants
Directeur général :
- Moussa Abdou Saley : depuis 2005

### Capital
Le budget de Télé Sahel est de 115 220 euros, composé de 52 % de subventions, 30 % de ressources propres et 18 % de redevance [Quand ?].

## Programmes
La chaîne diffuse chaque semaine environ soixante-deux heures de programmes dans toutes les langues parlées du pays, dont 12 % sont consacrées à des émissions scientifiques.
L'ORTN étant partenaire de Canal France International, certains programmes de Télé Sahel sont issus de la banque de programmes de CFI.

## Diffusion
La chaîne couvre 80 % de la superficie habitée du Niger avec un réseau de treize centres d’émission et six centres de ré-émission. 